# Rézrozsdaszínű csészegomba
A rézrozsdaszínű csészegomba vagy zöld facsészegomba (Chlorociboria aeruginascens) a Helotiaceae családba tartozó, Európában és Észak-Amerikában elterjedt, korhadó fatörzseken élő, nem ehető gombafaj. 

## Megjelenése
A rézrozsdaszínű csészegomba termőteste fiatalon kehely alakú, átmérője 2-5 mm, rövidke nyele 1-2 mm-es. Idősen a kehelyrész ellapul vagy korong alakúvá válik, széle hullámos lehet. Nyele középen vagy attól csak kissé eltérve helyezkedik el. Felső - spóratermő - felszíne sima, az alsó szemcsés. Színe felül élénk, alul halványabb kékeszöld. 
Húsa vékony, szaga és íze nem jellegzetes.
Spórájának mérete 6-8 x 1-2 µm; alakja orsószerű vagy majdnem hengeres, felszíne sima; két végén olajcseppek figyelhetők meg. Az aszkuszok 65 x 5 µm-esek, bennük nyolc spóra található.

### Hasonló fajok
A Chlorociboria aeruginosa fajtól csak mikroszkóppal lehet elkülöníteni.  

## Elterjedése és termőhelye
Európában és Észak-Amerikában honos. Magyarországon nem gyakori.  
Lombos és tűlevelű fák (főleg tölgy, bükk, mogyoró) korhadó törzsén, ágain él, amelyekről a kéreg már hiányzik. Gombafonalaival a faanyagot is zöldesre színezi. A termőtestek ősszel jelennek meg. 

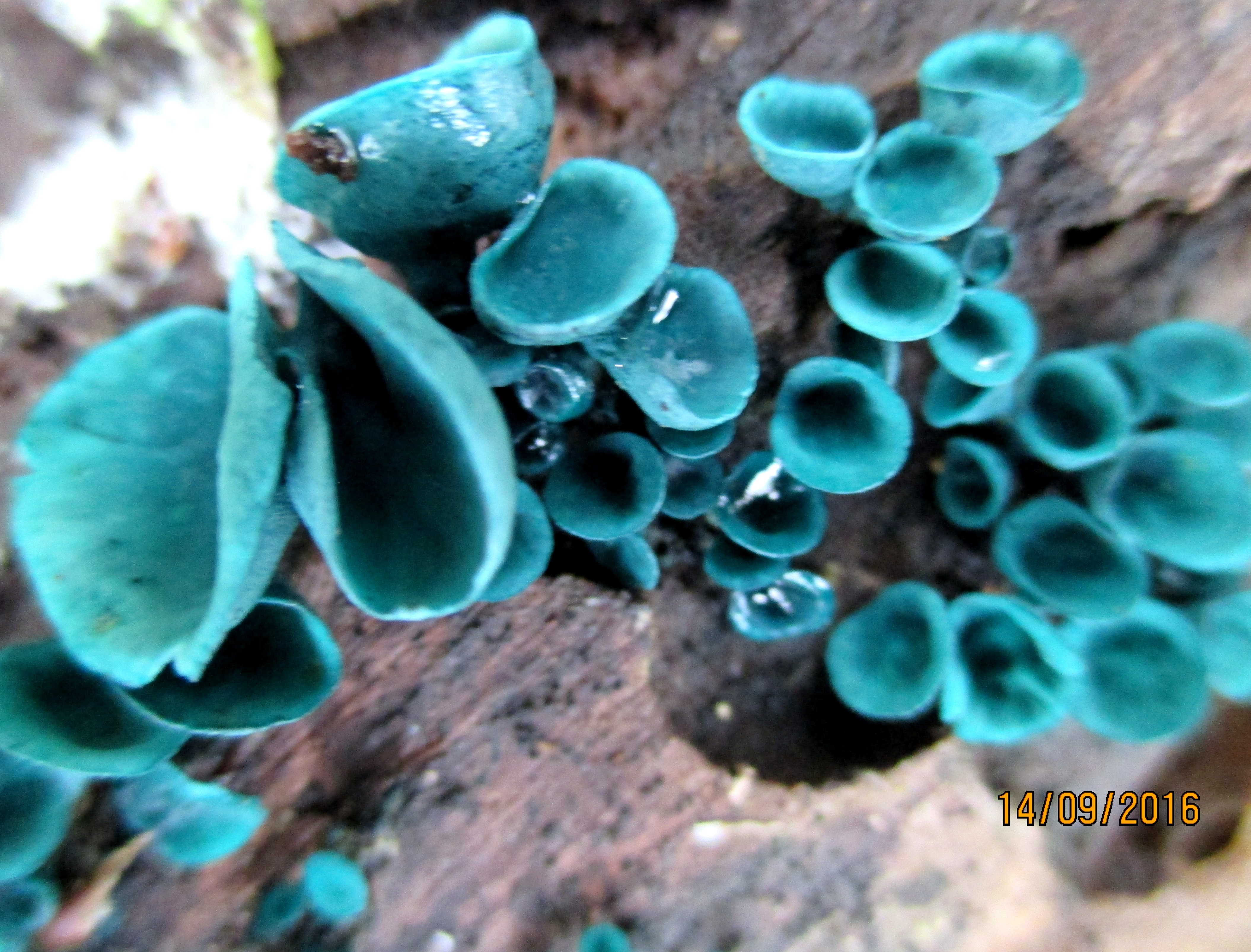
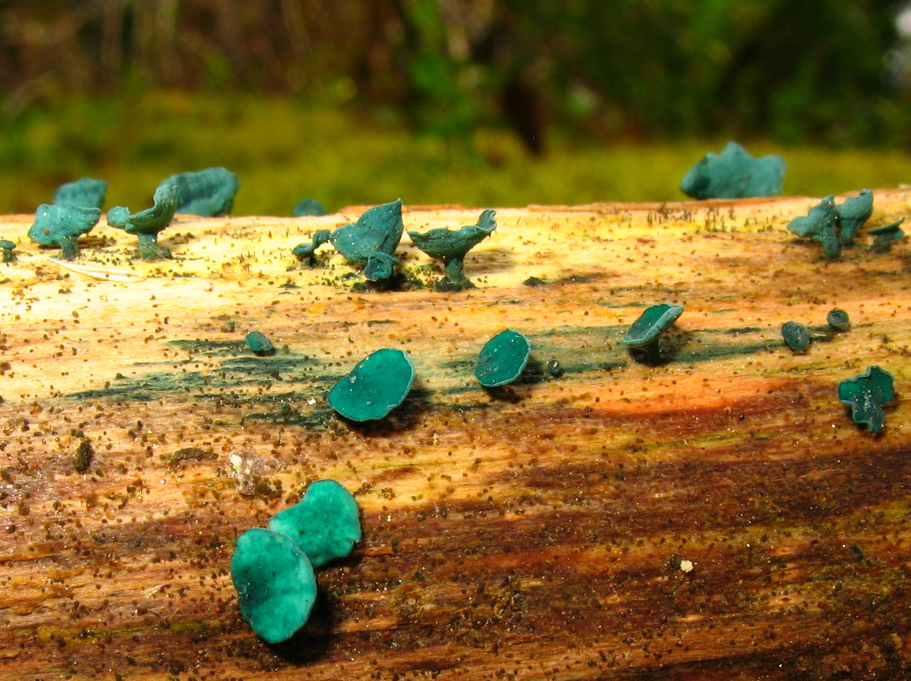
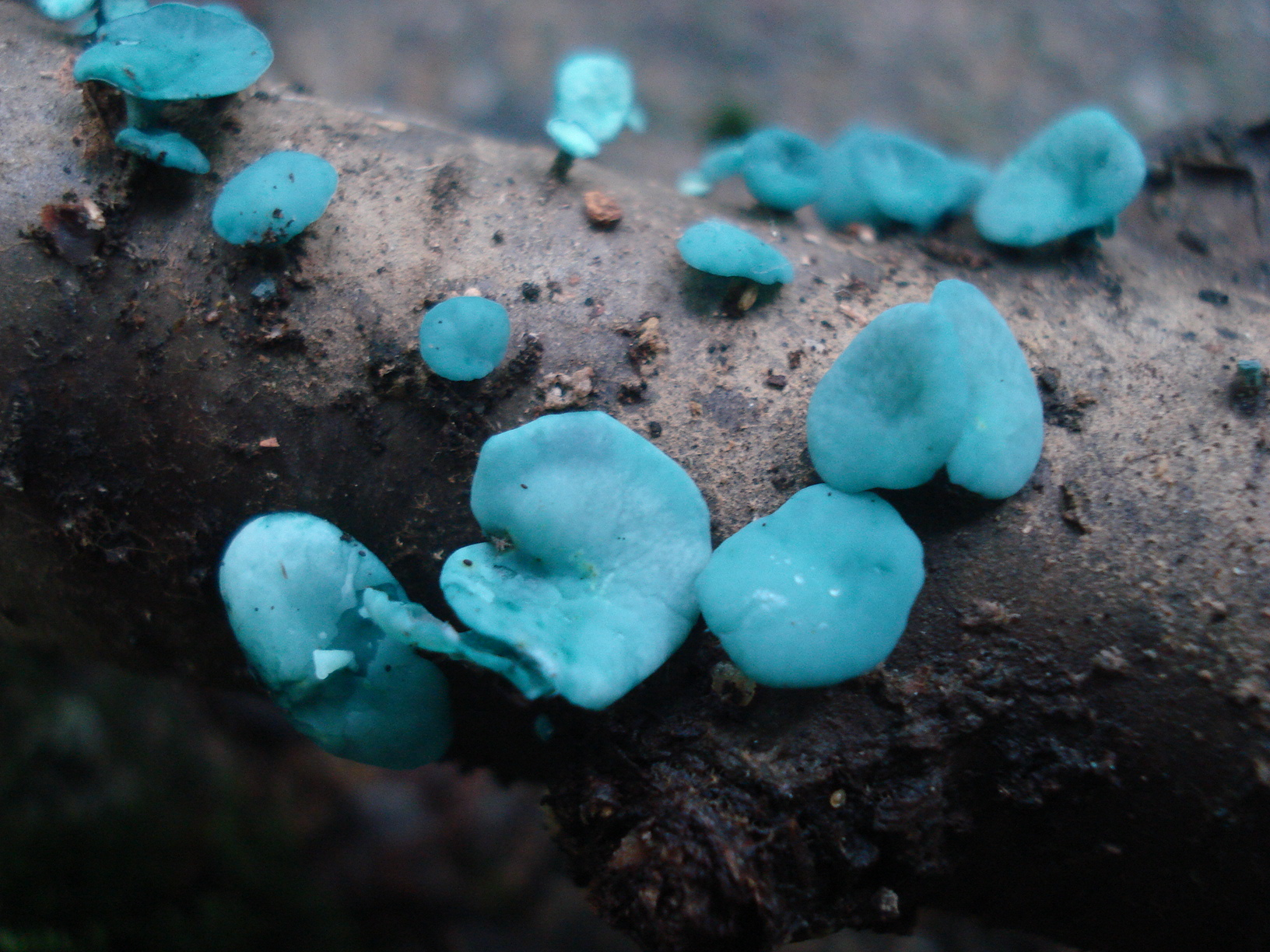
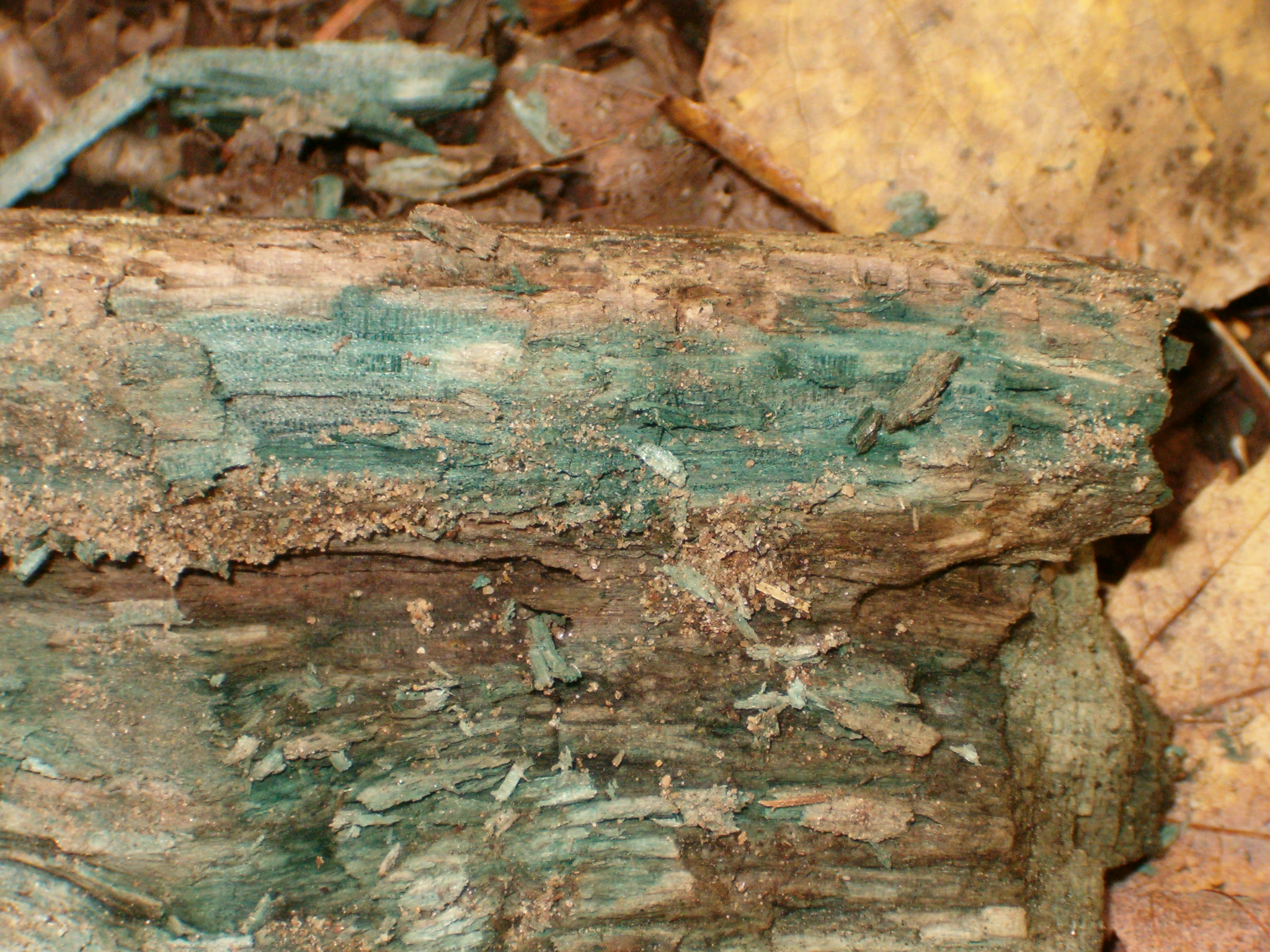
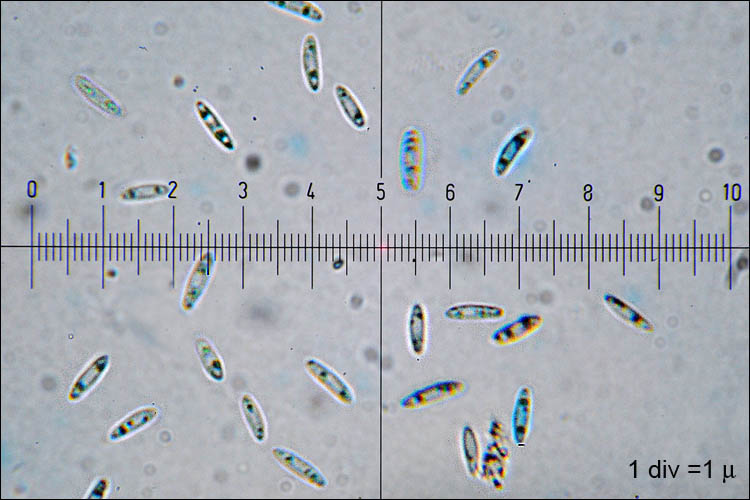

Nem ehető.  